# Maila Nurmi

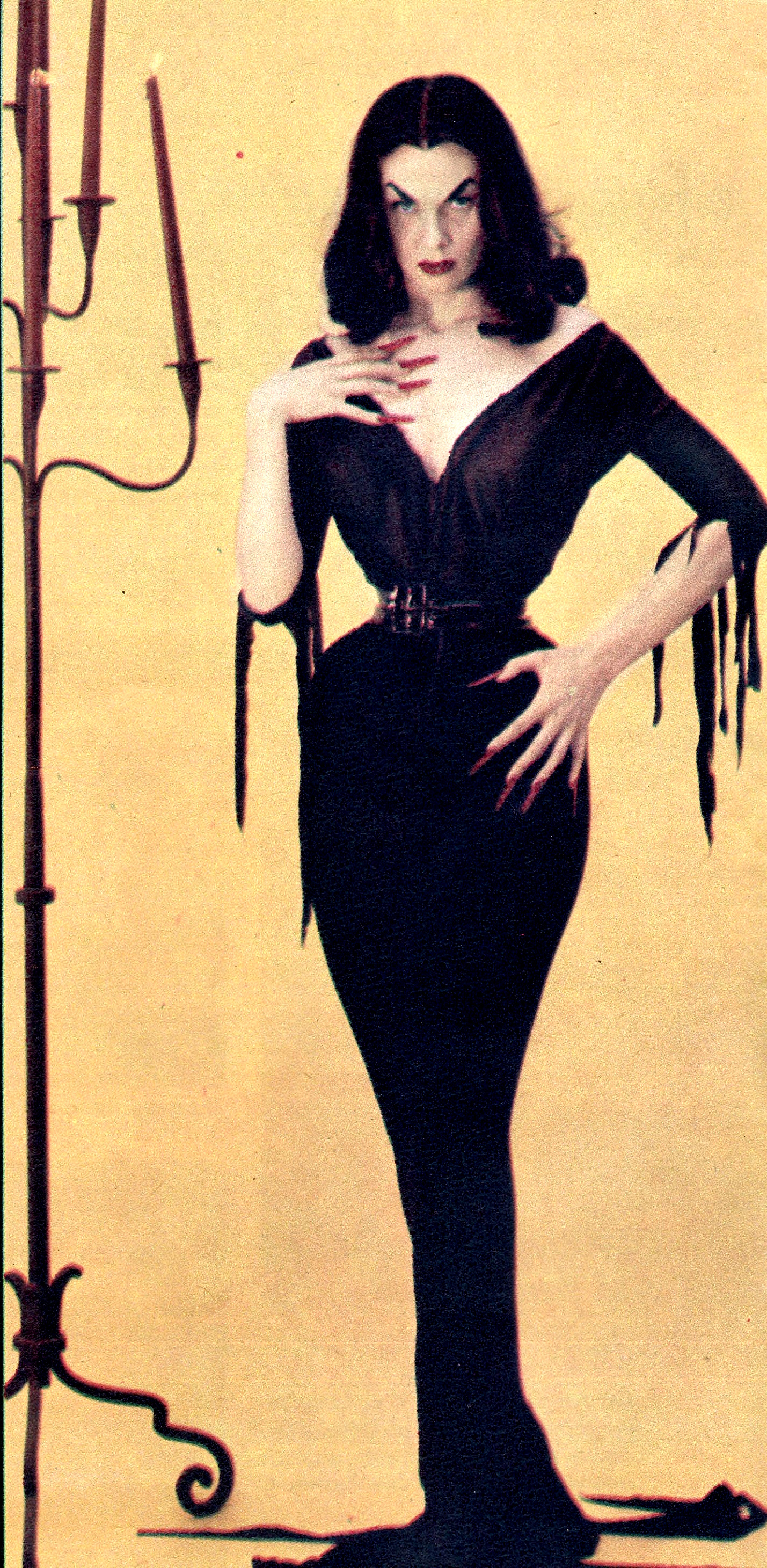
Maila Nurmi jako Vampiria (1954)

Maila Nurmi, właśc. Maila Elizabeth Syrjäniemi, znana jako Vampiria (ur. 11 grudnia 1922 w Gloucester, zm. 10 stycznia 2008 w Los Angeles) – amerykańska aktorka i osobowość telewizyjna znana głównie z wykreowanej przez siebie postaci Vampiry.

## Życiorys
Urodziła się jako córka Onniego Niemiego (wcześniej Syrjäniemi), fińskiego imigranta, oraz Sophii Peterson, Amerykanki o fińskich korzeniach. Miejsce jej narodzin było przedmiotem sporu. Według biografa W. Scotta Poole’a w książce Vampira: Dark Goddess of Horror (2014), Nurmi przyszła na świat w Gloucester w stanie Massachusetts. Sama aktorka twierdziła jednak, że urodziła się w Petsamo w Finlandii, podając się za siostrzenicę fińskiego lekkoatlety Paavo Nurmiego, który w 1921, rok przed jej narodzinami, zaczął ustanawiać światowe rekordy w biegach długodystansowych.
Dokumenty imigracyjne Stanów Zjednoczonych wskazują, że jej ojciec przybył na Ellis Island w 1910. Ponadto Dana Gould, w publicznym wywiadzie w 2014, stwierdził, że widział akt urodzenia Nurmi, w którym jako miejsce narodzin wskazano Gloucester. W swoim osobistym dzienniku aktorka przyznała, że historia o Petsamo była fikcją.
W dzieciństwie Nurmi przeniosła się z rodziną z Massachusetts do Ashtabuli w stanie Ohio, a następnie do Astorii w stanie Oregon, miasta na wybrzeżu Pacyfiku, gdzie mieszkała liczna społeczność fińska. Jej ojciec pracował jako wykładowca i redaktor, a matka, aby wspomóc rodzinę, podejmowała się pracy dziennikarskiej i tłumaczeń.
Jej dzieciństwo przypadło na okres Wielkiego Kryzysu. Wspominała, że często nosiła znoszone ubrania, co sprawiało, że rówieśnicy postrzegali ją jako dziecko z ubogiej rodziny. Miała trudności w nawiązywaniu relacji, a jej nietypowe poczucie humoru bywało obiektem drwin. Miano ją między innymi przezywać „Frankenfuther”.
Jej relacje rodzinne były skomplikowane, zwłaszcza z matką, która nie akceptowała jej zainteresowań. Szczególnie zirytowała ją wypowiedź Maili, która twierdziła, że podczas słynnej audycji radiowej Orsona Wellesa odniosła wrażenie, iż przemawia on bezpośrednio do niej. Matka nie pochwalała także jej zamiłowania do komiksów, które stanowiły istotny element tożsamości dzieczyny. Maila szczególnie ceniła postać Lady Dragon z serii Terry and the Pirates – smukłej brunetki, femme fatale i antagonistki głównego bohatera. W 1940 ukończyła Astoria High School i przeprowadziła się do Nowego Jorku.

### Kariera
Na Broadwayu zdobyła uwagę publiczności dzięki występom w horrorowym show Spook Scandals. Podczas tego spektaklu krzyczała, mdlała, leżała w trumnie i uwodzicielsko przechadzała się po makietowym cmentarzu. Pracowała również jako showgirl w Earl Carroll Theatre oraz jako tancerka w zespole rewiowym Florentine Gardens, gdzie występowała obok znanej striptizerki Lili St. Cyr. W 1946 reżyser Howard Hawks zaprosił Mailię do obsady swojego filmu Dreadful Hollow, gotyckiego horroru ze scenariuszem autorstwa Williama Faulknera. Projekt został jednak anulowany na etapie planowania. W 1947 Maila wystąpiła w epizodycznej roli w dramacie Jeśli nadejdzie zima, a w 1948 w musicalu Romans na pełnym morzu. Obie role były drugoplanowe i nie zostały uwzględnione w napisach końcowych.
W 1949 artysta Man Ray sprowadził do Los Angeles parę „okularów nietoperza” zaprojektowanych przez Edwarda Melcartha dla kolekcjonerki sztuki Peggy Guggenheim. Podczas sesji zdjęciowej Nurmi założyła te okulary, które w latach 50. stały się charakterystycznym elementem jej postaci Vampiry.
Postać Vampiry powstała w 1953, kiedy Nurmi uczestniczyła w dorocznym balu maskowym Bal Caribe organizowanym przez choreografa Lestera Hortona. Jej strój, inspirowany postacią Morticii Addams z rysunków Charlesa Addamsa w „The New Yorker”, przyciągnął uwagę producenta telewizyjnego Hunta Stromberga Jr., który chciał zaangażować ją do prowadzenia horrorów w stacji KABC-TV. Stromberg uzyskał jej numer telefonu od projektanta mody Rudiego Gernreicha. Nazwę „Vampira” wymyślił mąż Nurmi, Dean Riesner. Na kreację postaci miały wpływ Smocza Dama z komiksu Terry and the Pirates oraz Zła Królowa z Disnejowskiej wersji Królewny Śnieżki i siedmiu krasnoludków.
1 maja 1954, premierę miał The Vampira Show, w którym prowadzącą była Maila Nurmi jako Vampiria. W czerwcu 1954 wystąpiła w skeczu komediowym o tematyce horroru w The Red Skelton Show razem z Bélą Lugosim i Lonem Chaneyem Jr. W tym samym tygodniu magazyn Life opublikował artykuł o niej z fotograficzną relacją z programu.
Po anulowaniu programu przez KABC w 1955, Nurmi zachowała prawa do postaci Vampiry i przeniosła show do konkurencyjnej stacji KHJ-TV w Los Angeles.
W 2014 roku dziennikarz i filmowiec R.H. Greene potwierdził długoletnie plotki, że w 1956 Nurmi była wzorem dla postaci Maleficent, złej czarownicy w disnejowskiej adaptacji baśni Śpiącej królewny. Odkrycie to zostało później potwierdzone przez archiwistę Disneya.
Maila Nurmi była nominowana do nagrody Emmy w Los Angeles w 1954 w kategorii Najwybitniejsza Osobowość Kobieca. W 1958 powróciła do filmu, występując w Too Much, Too Soon (1958), a następnie w The Beat Generation (1959) i The Big Operator (1958). Jej najbardziej znaną rolą filmową była postać zombie w kultowym klasyku Eda Wooda Plan dziewięć z kosmosu (1959), inspirowanym postacią Vampiry. W latach 60. wystąpiła także w filmach I Passed for White (1960) i Sex Kittens Go to College (1960) oraz w The Magic Sword (1962). Fragment Planu dziewięć z kosmosu, w którym Nurmi jako Vampira wyłania się z lasu z wyciągniętymi rękoma, został wykorzystany w początkowej sekwencji programu Chiller Theatre emitowanego przez kanał telewizyjny WPIX w latach 60.

## Życie prywatne
W 1949 poślubiła swojego pierwszego męża, scenarzystę Deana Riesnera. 10 marca 1958 poślubiła aktora Johna Brinkleya, a 20 czerwca 1961 aktora Fabrizio Mioniego.

## Śmierć
Zmarła z przyczyn naturalnych 10 stycznia 2008 w Los Angeles. Została pochowana na Hollywood Forever Cemetery.

## Filmografia

### Filmy
| Rok  | Tytuł                                      | Rola                      | Uwagi             |
| ---- | ------------------------------------------ | ------------------------- | ----------------- |
| 1947 | Jeśli nadejdzie zima                       | Dziewczyna w barze        |                   |
| 1948 | Romans na pełnym morzu                     | Pasażerka                 |                   |
| 1959 | Too Much, Too Soon                         | Vampira                   |                   |
| 1959 | The Beat Generation                        | Beatniczka                |                   |
| 1959 | Plan dziewięć z kosmosu                    | Vampira                   |                   |
| 1959 | The Big Operator                           | Gina                      |                   |
| 1960 | I Passed for White                         | Poetka Gleen              |                   |
| 1960 | Sex Kittens Go to College                  | Alex                      |                   |
| 1962 | The Magic Sword                            | Wiedźma                   |                   |
| 1981 | Bungalow Invader                           | Vampira                   |                   |
| 1986 | Population: 1                              | Vampira                   |                   |
| 1992 | Flying Saucers Over Hollywood              | Jako ona sama             | Film dokumentalny |
| 1995 | Vampira                                    | Jako ona sama             | Film dokumentalny |
| 1996 | Dry                                        | Vanha Nainen              |                   |
| 1998 | W dniu mojej śmierci ocknąłem się wcześnie | Kobieta w hotelowym lobby |                   |
| 2000 | No Way In                                  | Kobieta w barze           |                   |

### Telewizja
| Rok       | Tytuł                         | Rola    | Uwagi                                 |
| --------- | ----------------------------- | ------- | ------------------------------------- |
| 1952      | My Hero                       | Letitia | Odcinek Lady Mortician                |
| 1954      | The Red Skelton Show          | Vampira | Odcinek Dial 'B' for Brush            |
| 1954-1955 | The Vampira Show              | Vampira |                                       |
| 1956-1957 | Vampira Returns               | Vampira |                                       |
| 1957      | Playhouse 90                  | Vampira | Odcinek The Jet Propelled Couch       |
| 1992      | Flying Saucers Over Hollywood | Vampira | Odcinek Honorary Cast Members of HKFT |